# Cissus picardae
Cissus picardae är en vinväxtart som beskrevs av Ignatz Urban. Cissus picardae ingår i släktet Cissus och familjen vinväxter. Inga underarter finns listade i Catalogue of Life.